# Josef Schinzel

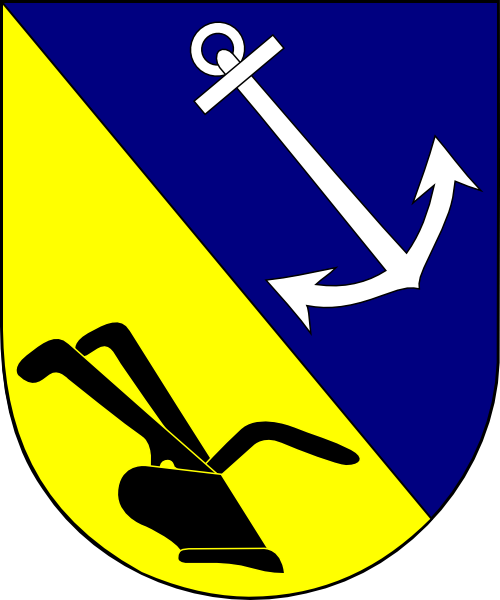
Bischofswappen von Josef Schinzel

Josef Schinzel (* 15. März 1869 in Kronsdorf, Bezirk Freudenthal; † 28. Juli 1944 in Olmütz, Protektorat Böhmen und Mähren) war ein mährischer römisch-katholischer Geistlicher, Kanoniker des Olmützer Metropolitankapitels und Weihbischof der Diözese Olmütz. Er wurde 1892 in Olmütz zum Priester geweiht, und nach seiner Ernennung zum Titularbischof von Elusa Ende 1922 erhielt er am 7. Januar 1923 in Olmütz die Bischofsweihe.

## Leben
Er war der Sohn eines Bauern. Der Dorfschullehrer empfahl den Eltern eine höhere Schulbildung für ihren Sohn. Von 1880 bis 1883 besuchte er drei Jahrgänge des nahegelegenen Piaristengymnasiums in Freudenthal. Von 1883 bis 1886 besuchte er das Erzbischöfliche Knabenseminar in Kroměříž|Kremsier. In den Jahren 1886 bis 1888 studierte er am K.K. staatlichen Gymnasium in Kremsier, das er am 21. Juni 1888 mit der Abiturprüfung und mit Auszeichnung abschloss. Anschließend studierte er von 1888 bis 1892 Katholische Theologie an der Universität Olmütz und der Karls-Universität in Prag sowie 1900 und 1901 Philosophie an der Universität Wien. Am 5. Juli 1892 wurde er in Olmütz zum Priester geweiht. Die Promotion zum Doktor der Theologie fand am 23. Juni 1910 in Olmütz statt.
In den Jahren 1898 bis 1907 war er Religionslehrer in Mährisch Ostrau und bis 1913 in Kremsier. 1913 wurde er als Kanoniker in das Olmützer Metropolitankapitel aufgenommen. Am 7. Januar 1923 wurde er zum Weihbischof für den deutschsprachigen Teil der Olmützer Erzdiözese ernannt.
An seinem ersten Dienstort in der aufstrebenden Stadt Zwittau lernte Schinzel 1892 die Folgen der Industrialisierung kennen. Steigender Wohlstand gepaart mit Verelendung führten zu sozialen Spannungen und zu Kirchenaustritten. 1891 hatte Papst Leo XIII. in einer ersten Sozialenzyklika Rerum Novarum den Klerus aufgerufen, sich der Probleme der Arbeiter-Klasse anzunehmen. Daraufhin gründete Schinzel zusammen mit seinem Vorgesetzten Pfarrer Adolf Pauler 1894 einen Katholischen Arbeiterverein für Zwittau. Schinzel stand auch mit Leopold Kunschak in Kontakt, der 1892 in Wien den Christlichsozialen Arbeiterverein für Österreich gegründet hatte. Als sich mit abnehmenden Kirchenaustritten erste Erfolge einstellten, beschloss Schinzel sich in einer dreijährigen praktischen Ausbildung zum Religionslehrer weiterzubilden. Danach ging er nach Mährisch Ostrau, der damals größten Industrie-Agglomeration Österreichs, um die Jugend zum Widerstand gegen die Propaganda der verstörenden Zeitströmungen zu gewinnen.
Nach einem weiteren Universitätsstudium, das er mit der Promotion abschloss, wurde Schinzel in das Olmützer Metropolitankapitel aufgenommen, wo er mit Aufgaben des Schulwesens und der theologischen Ausbildung beauftragt war. Als nach dem Ende des Ersten Weltkrieges und des Zerfalls der österreichischen Monarchie zu den sozialen Spannungen noch scharfe nationalistische Konflikte hinzukamen, versuchte Schinzel 1919 durch die Zusammenfassung der katholischen Vereine im Volksbund der deutschen Katholiken für Mähren und Schlesien die Kräfte zu bündeln. Schinzel wurde zum ersten Präsidenten des Volksbundes gewählt. 1936 musste Schinzel aufgrund einer fortgeschrittenen Herzerkrankung seine kirchlichen Ämter niederlegen. Mit dem Einmarsch der deutschen Wehrmacht in das Sudetenland 1938 war sein Plan, mit Hilfe kirchlicher Autorität mäßigend auf die politischen Konflikte seiner Zeit einzuwirken, gescheitert.

## Werke
- Schinzel, Josef: Seelsorgisches Wirken in Industrieorten der Gegenwart – ein Beitrag zur Pastoraltheologie, Dissertation Wien 1907.
- Schinzel, Josef: Maximilian Joseph Freiherr von Somerau-Beeckh – Kardinal Fürst-Erzbischof von Olmütz 1836–1853 – ein Lebensbild in bewegter Zeit, Wien 1912.